# C-pop

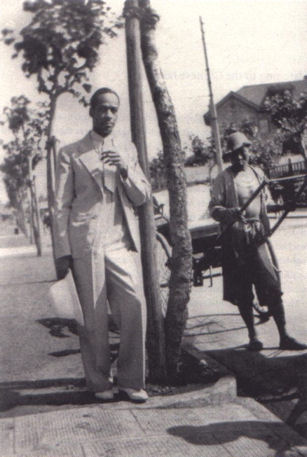
재즈의 영향력을 상하이에 가져오는 데 도움을 준 미국인 벅 클레이튼.

C-pop(중국어 간체자: 中文流行音乐, 정체자: 中文流行音樂, 한어 병음: zhōngwén liúxíng yīnyuè 중문유행음악[*], 월병: zung1man4 lau4hang4 jam1ngok6, 영어: Chinese Popular Music, 씨팝)은 중국 대륙 및 홍콩, 타이완섬의 팝 음악을 말한다.
중국의 대중 음악은 처음에 문화혁명과 마오쩌둥 사상의 영향을 받았으나 지난 50년간 정치적, 문화적 변화로 인해 정치적 중요성을 상당히 잃게 되었다. 지금은 한국의 K-pop, 일본의 J-pop의 스타일을 닮아가고 있다.

## 같이 보기
- K-pop
- J-pop
- P-pop